# جانكوش توراروف
جانكوش توراروف (بالقازاقية: Жанкош Жасұланұлы Тұраров)‏ مواليد 20 نوفمبر 1990، هو ملاكم محترف كازاخستاني.

## إحصائيات
خاض خلال مسيرته 24 نزالا، فاز في 25 ولم يتعادل ولم يخسر. فاز بالضربة القاضية في 18 نزالا.

## روابط خارجية
- جانكوش توراروف على موقع بوكس ريك (الإنجليزية) (registration required)